# Odengatan
För Odengatan i Jönköping, se Odengatan, Jönköping

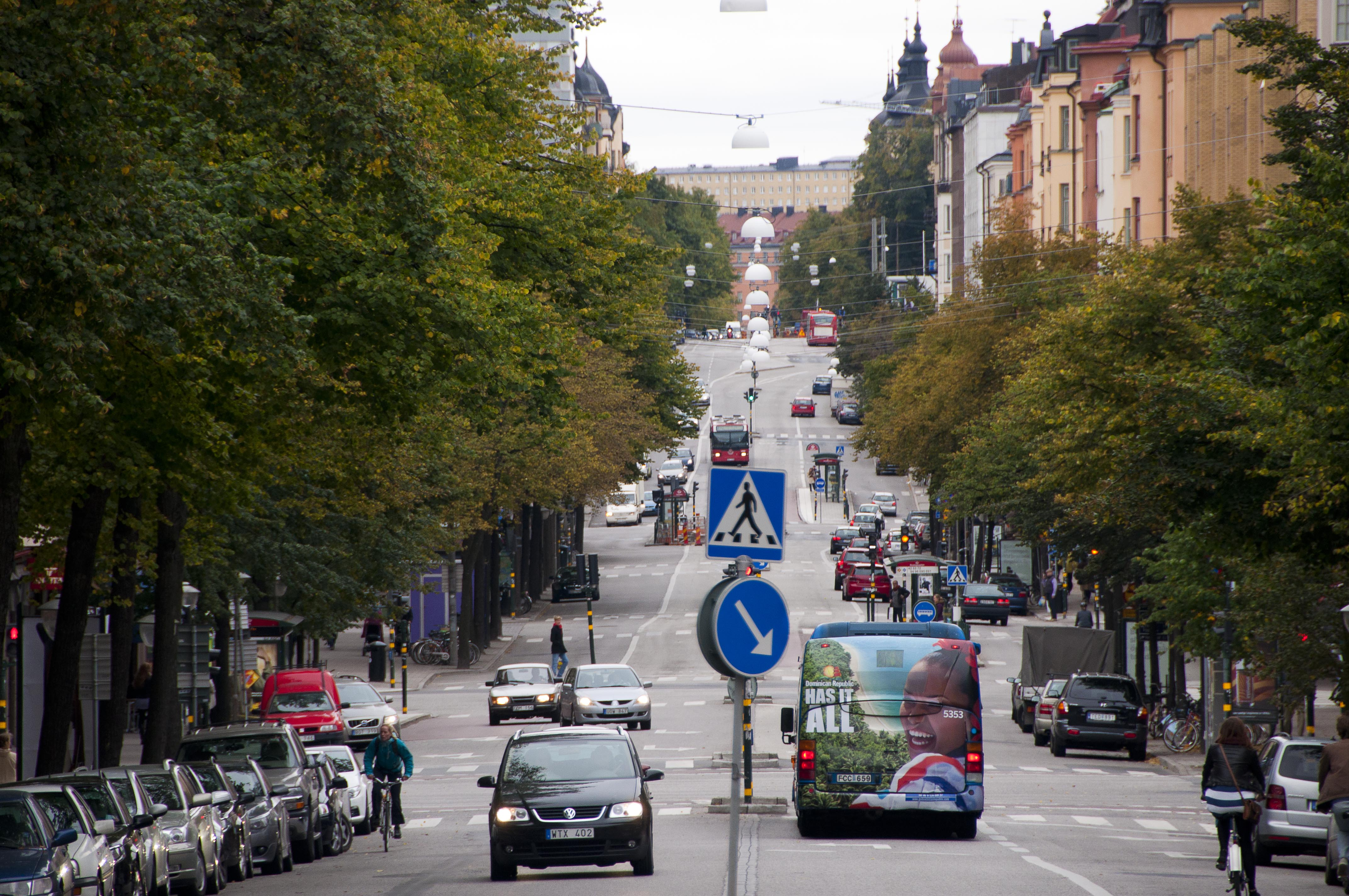
Odengatan, vy västerut (mot Odenplan) i höjd med Verdandigatan.

Odengatan är en gata i stadsdelarna Vasastaden och Östermalm i Stockholms innerstad som löper från Valhallavägen vid Stockholms östra, förbi bland annat Stockholms stadsbibliotek, Odenplan och Vasaparken upp till Sankt Eriksplan. Gatan är cirka 30 meter bred, och 1850 meter lång. 

## Historia
Gatans utformning och sträckning är ett resultat av Lindhagenplanen från 1866, som bland annat reglerade gatunät och kvarter i norra Norrmalm, alltså norr om det vid tiden bebyggda Stockholm. I gaturegleringens planeringsstadiet kallades den öst-västliga esplanaden för "Odinsgatan". Vid namnrevisionen i Stockholm 1885 fastställdes namnet "Odengatan" i kategori "den nordiska gudaläran" och uppkallat efter den fornnordiska gudavärldens överhuvud Oden. Ett tidigare förslag var "Rörstrandsboulevarden". Delar av Odengatan anlades som en trädkantad allé. De första lindarna planterades 1908.

## Byggnader längs gatan (urval)

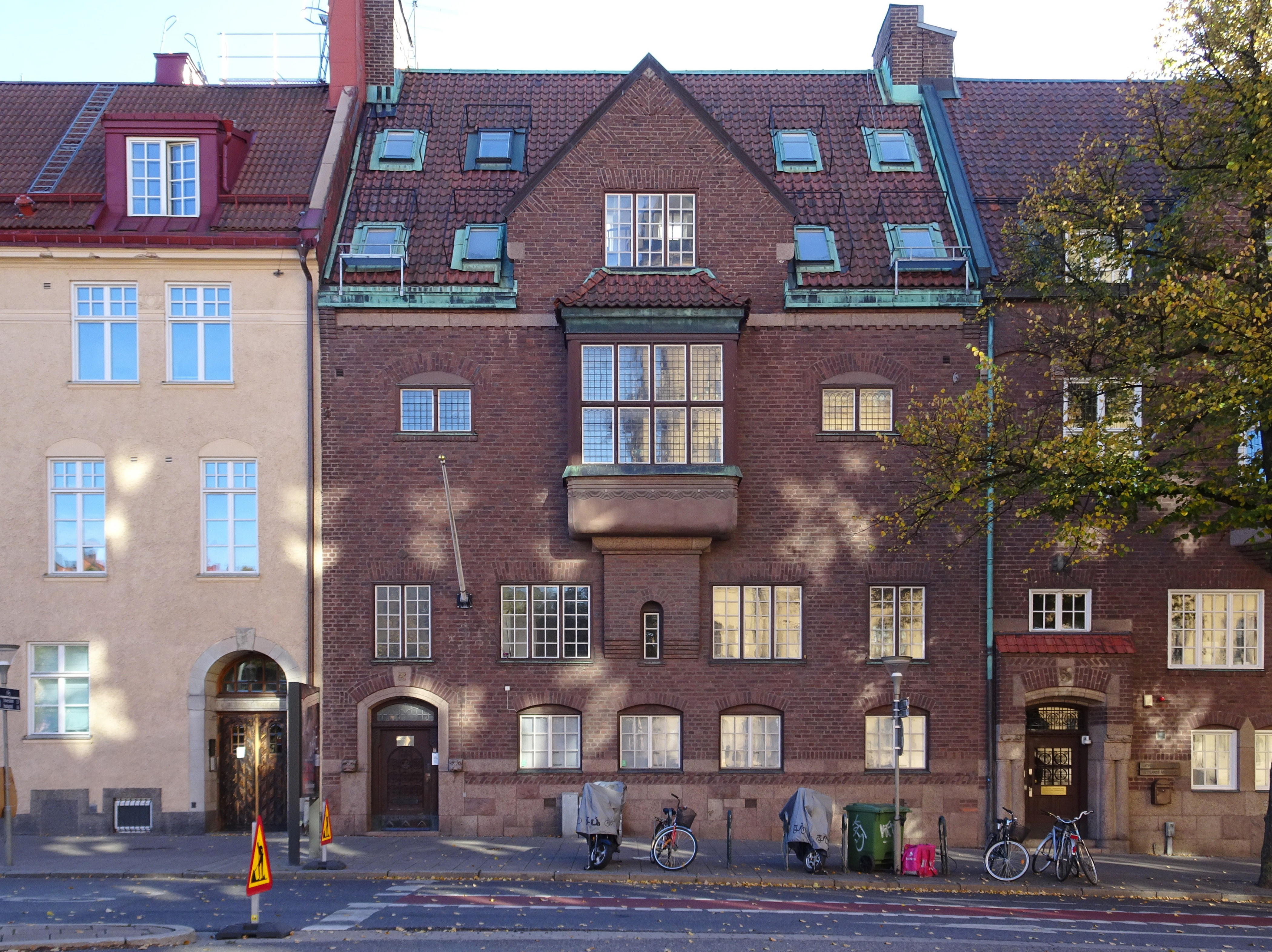
Tofslärkan 7, Odengatan 3. Till vänster ansluter Tofslärkan 8 och till höger Tofslärkan 6, oktober 2022.

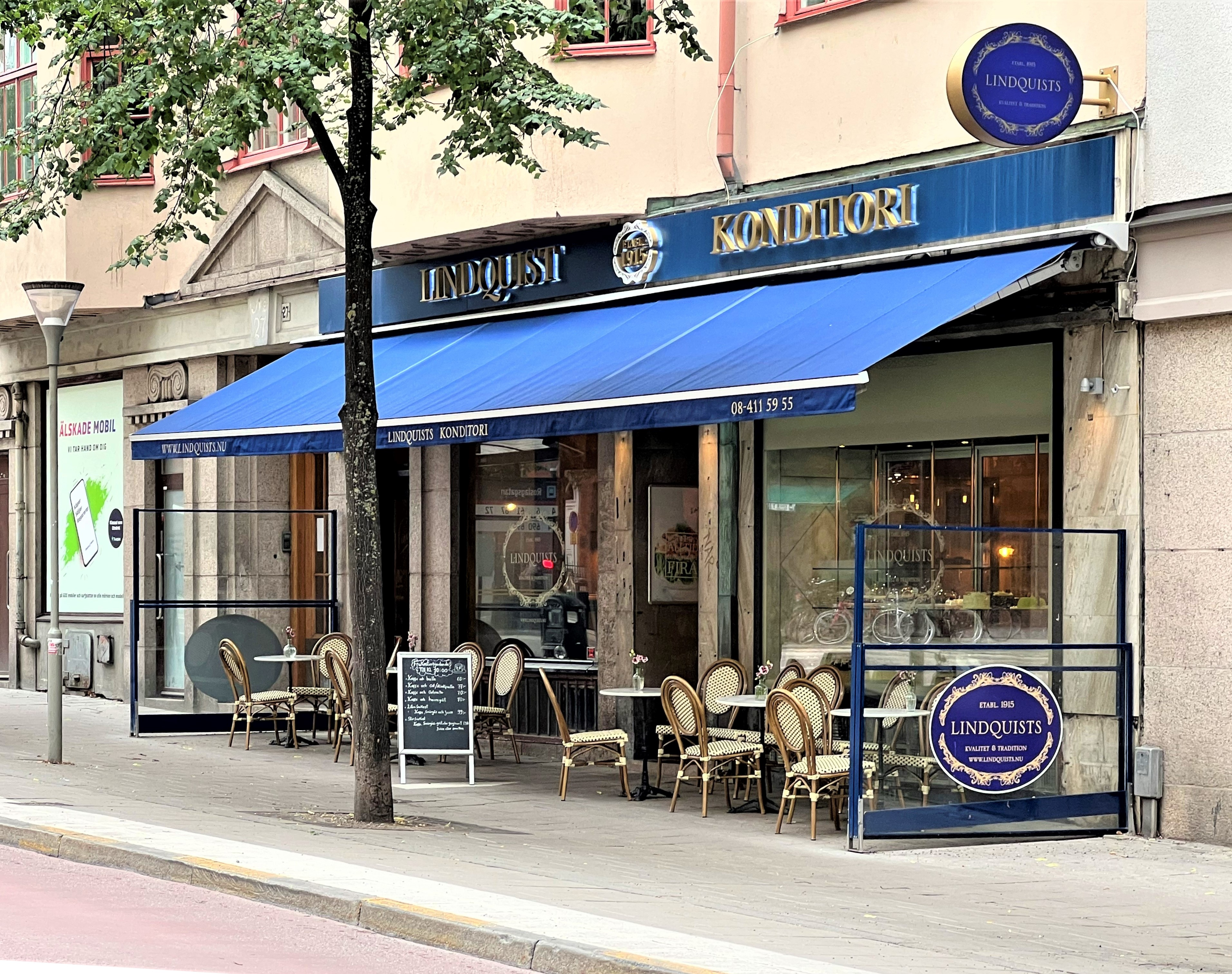
Lindquists konditori på Odengatan 27, juli 2023.

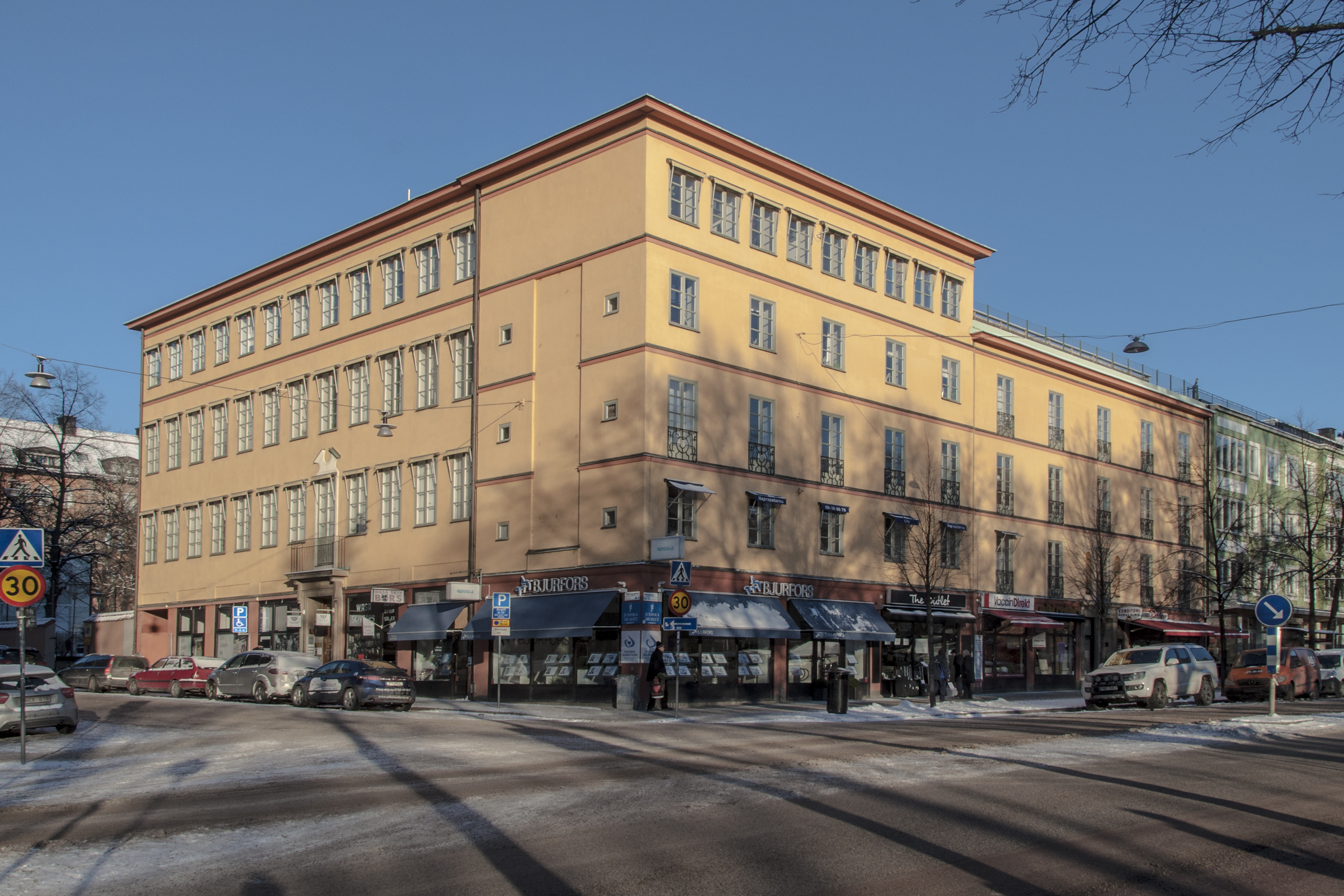
F.d. Vasa högre flickskola, byggd 1931.

- Nr. 1 – Tofslärkan 8, f.d. Arvedsons gymnastikinstitut
- Nr. 3 – Tofslärkan 7, ursprungligen arkitekt Folke Zettervall privatbostad, idag kontor och ateljéer samt Loyal Gallery
- Nr. 5 – Tofslärkan 6, Lettlands ambassad i Stockholm
- Nr. 7 – Tofslärkan 5, uppfördes 1912 efter ritningar av arkitekterna Osvald Almqvist och Gustaf Linden
- Nr. 9 – Tofslärkan 4, Ericastiftelsen
- Nr. 11 – Tofslärkan 3, ägdes av Sveriges statsminister Karl Staaff
- Nr. 13 – Tofslärkan 2, uppfördes 1912–1914 av byggmästaren Gustaf Alfred Johansson efter ritningar av arkitekt Victor Bodin
- Nr. 15 – Flugsnapparen 2, uppfördes 1915–1917 efter ritningar av arkitekt Eric Svanberg
- Nr. 19 – Lövsångaren 4, uppfördes 1912–1913 efter ritningar av arkitektkontoret Höög & Morssing
- Nr. 20 – Sankt Georgios kyrka, uppfördes 1889–1890 efter ritningar av arkitekt Anders Gustaf Forsberg[2]
- Nr. 21 – Lövsångaren 3, uppfördes 1912–1913 efter ritningar av arkitektkontoret Höög & Morssing
- Nr. 23 – Lövsångaren 2, uppfördes 1912–1913 efter ritningar av arkitektkontoret Höög & Morssing
- Nr. 27 – Lindquists konditori från 1915. I huset bodde Carin och Hermann Göring under sin tid i Stockholm på 1920-talet.[3]
- Nr. 31 – Konsum, den första i Sverige med självbetjäning, öppnad 1941. Nuvarande byggnad dock uppförd på 1990-talet
- Nr. 35 – Continental Herrekipering, klassisk neonskylt
- Nr. 37 – Carl Wilhelmsons målarskola under åren 1911–1928, ateljén låg högst upp
- Nr. 41 – Olssons Skor, klassisk butik och neonskylt
- Nr. 51 – Stockholms stadsbibliotek, byggt 1927
- Nr. 52–56 – Här låg tidigare Asylet för Pauvres Honteux
- Nr. 59 – Stadsbibliotekets annex, byggt 1953
- Nr. 64–66 – Gustaf Vasa kyrka, byggd 1906
- Nr. 69 – Läkarhuset Odenplan, uppfördes 1962–1970 efter ritningar av arkitekterna Sten Lindegren och Stig Ancker
- Nr. 79–81 – f.d. Hyvénska varuhuset
- Nr. 80–82 – f.d. Vasa högre flickskola, byggd 1931
- Nr. 81 – Intiman, invigd 1950
- Nr. 92 – Sko Wera-skylten, klassisk neonskylt